# Squalus crassispinus
Squalus crassispinus là một loài cá Squaliformes thuộc họ Squalidae, chúng sinh sóng ở thềm lục địa ở bờ biển bắc Tây Úc, tại độ sâu 180 đến 200 mét (590 đến 660 ft). Chiều dài thân dài nhất đo được là 56 xentimét (22 in).